# مارگریت پیندلینگ
مارگریت پیندلینگ (انگلیسی: Marguerite Pindling؛ زادهٔ ۲۶ ژوئن ۱۹۳۲) یک سیاست‌مدار اهل باهاما است. او دومین زن باهامایی پس از ایوی دامونت که به مقام فرماندار کل رسیده‌است.